# Lenz échappé
Pour plus de détails, voir Fiche technique et Distribution.
Lenz échappé est un film français réalisé par Dominique Marchais et sorti en 2003. Il se base sur la nouvelle Lenz de Georg Büchner.

## Synopsis
Portrait du poète Jakob Michael Reinhold Lenz lors de son séjour chez le pasteur Jean-Frédéric Oberlin.

## Fiche technique
- Titre : Lenz échappé
- Réalisation : Dominique Marchais
- Scénario : Dominique Marchais
- Photographie : Laurent Desmet
- Son : Antoine Brochu
- Montage : Dominique Auvray
- Décors : Jean-François Sturm
- Sociétés de production : Les Films Hatari - Le Deuxième Souffle Films & Associés
- Pays de production :  France
- Durée : 10 minutes
- Date de sortie : France - 25 novembre 2003

## Distribution
- Thomas Cheysson
- Nikos Maurice

## Distinctions

### Récompense
- 2004 : Prix spécial du jury au Festival du film de Vendôme[1]

### Sélections
- Festival du film de Belfort - Entrevues 2003
- Festival international du court métrage de Clermont-Ferrand 2004